# 日本文德天皇實錄
《日本文德天皇實錄》簡稱《文德實錄》，是日本平安時代的史書，記錄了日本文德天皇時期的事情。該書是日本六國史中的第五部，為編年體體裁，以漢文撰寫，記載了從嘉祥三年（850年）至天安二年（858年）8年內的事情，共10卷。
根據該書的序文記載，貞觀十三年（871年），藤原基經、南淵年名、都良香、大江音人等人奉清和天皇之命進行編纂。南淵年名和大江音人死後（皆為877年逝世），菅原是善於元慶二年（878年）參加了這項工作，翌年三人完成了這部書的編纂。而根據《菅家文章》記載，序文則是由菅原是善之子道真代父執筆寫成的。
該書是六國史中最短小的一部，較少涉及政治關係，而下級貴族的人物傳記則佔有較大的篇幅。

## 外部連結
- 日本文德天皇實錄 （页面存档备份，存于）
- 文德實錄影印本 （页面存档备份，存于）， 早稻田大學圖書館藏